# Новакович, Андрия
Андрия Новакович (англ. Andrija Novakovich; родился 21 сентября 1996 года в Мускего, США) — американский футболист, нападающий итальянского клуба «Венеция», выступающий на правах аренды за «Лекко». Выступал за  сборную США.
Имеет английское гражданство.

## Клубная карьера
Новакович начал карьеру выступая в США за любительские клубы «Юнайтед Сербианс» и «Чикаго Мэджик». В 2014 году Андрия подписал контракт с английским клубом «Рединг». 14 марта 2015 года в матче против «Уотфорда» он дебютировал в Чемпионшипе. Летом того же года для получения игровой практики Новакович на правах аренды перешёл в «Челтнем Таун». 28 ноября в матче против «Олдершот Таун» он дебютировал в Национальной лиге Англии. Летом 2017 года Андрия на правах аренды перешёл в нидерландский «Телстар». 18 августа в матче против «Эйндховена» он дебютировал в Эрстедивизи. В поединке против дублёров АЗ Новакович забил свой первый гол за «Телстар». По итогам сезона он стал вторым бомбардиром первенства.
Летом 2018 года Новакович был отдан в аренду в ситтардскую «Фортуну». 11 августа в матче против «Эксельсиора» он дебютировал в Эредивизи. 18 августа в поединке против ПСВ Андрия забил свой первый гол за «Фортуну».
Осенью 2019 года перешёл из «Рединга» в «Фрозиноне» свободным агентом. Дебютировал за новую команду в 3 туре Серии B против «Виртус Энтелла». Первый гол Новакович забил только в 14 туре против «Эмполи».

## Международная карьера
28 марта 2018 года в товарищеском матче против сборной Парагвая Новакович дебютировал за сборную США.